# 1251
1251 (MCCLI) fue un año común comenzado en domingo del calendario juliano.

## Acontecimientos
- Mongke, primogénito de Tolui (cuarto hijo de Gengis Kan y, por tanto, su nieto), es designado como cuarto Khaghan del Imperio mongol.
- 16 de julio - la Virgen del Carmen se apareció en Cambridge, Inglaterra, a San Simón Stock, a quien entregó el Escapulario del Carmen.
- España. Año de fundación de Castellón de la Plana, por la concesión de Carta Puebla por Jaime I.